# Lista över fornlämningar i Linköpings kommun (Stjärnorp)
Lista över fornlämningar i Linköpings kommun (Stjärnorp) är en förteckning av ett urval av de fornlämningar som finns i Stjärnorp i Linköpings kommun.
| Namn                      | Lämningstyp     | Tillkomsttid | Historisk indelning     | Plats | Läge                 | ID-nr          | Bild                                      |
| ------------------------- | --------------- | ------------ | ----------------------- | ----- | -------------------- | -------------- | ----------------------------------------- |
| Snaveborg (Stjärnorp 1:1) | Fornborg        |              | Stjärnorp, Östergötland |       | 58.514307, 15.572745 | 10049700010001 | Ladda upp en till bild av detta fornminne |
| Stjärnorp 2:1             | Stensättning    |              | Stjärnorp, Östergötland |       | 58.521196, 15.556670 | 10049700020001 | Ladda upp en bild av detta fornminne      |
| Stjärnorp 8:1             | Stensättning    |              | Stjärnorp, Östergötland |       | 58.544131, 15.523821 | 10049700080001 | Ladda upp en bild av detta fornminne      |
| Stjärnorp 10:1            | Stensättning    |              | Stjärnorp, Östergötland |       | 58.547349, 15.526806 | 10049700100001 | Ladda upp en bild av detta fornminne      |
| Stjärnorp 14:1            | Slott/herresäte |              | Stjärnorp, Östergötland |       | 58.532348, 15.578345 | 10049700140001 | Ladda upp en till bild av detta fornminne |
| Stjärnorp 15:1            | Stensättning    |              | Stjärnorp, Östergötland |       | 58.561712, 15.502585 | 10049700150001 | Ladda upp en bild av detta fornminne      |
| Stjärnorp 16:1            | Stensättning    |              | Stjärnorp, Östergötland |       | 58.558604, 15.521335 | 10049700160001 | Ladda upp en bild av detta fornminne      |
| Stjärnorp 16:2            | Stensättning    |              | Stjärnorp, Östergötland |       | 58.558739, 15.521379 | 10049700160002 | Ladda upp en bild av detta fornminne      |
| Stjärnorp 16:3            | Stensättning    |              | Stjärnorp, Östergötland |       | 58.558922, 15.521453 | 10049700160003 | Ladda upp en bild av detta fornminne      |
| Stjärnorp 16:4            | Stensättning    |              | Stjärnorp, Östergötland |       | 58.558962, 15.521184 | 10049700160004 | Ladda upp en bild av detta fornminne      |
| Stjärnorp 63:1            | Stensättning    |              | Stjärnorp, Östergötland |       | 58.541977, 15.529377 | 10049700630001 | Ladda upp en bild av detta fornminne      |
| Stjärnorp 109:1           | Stensättning    |              | Stjärnorp, Östergötland |       | 58.512954, 15.562802 | 10049701090001 | Ladda upp en bild av detta fornminne      |
| Stjärnorp 147             | Stensättning    |              | Stjärnorp, Östergötland |       | 58.542055, 15.638708 | 12000000079780 | Ladda upp en bild av detta fornminne      |